# Keith Gordon
Keith Gordon (* 3. Februar 1961 in New York City) ist ein US-amerikanischer Schauspieler, Regisseur, Filmproduzent und Drehbuchautor.

## Leben und Leistungen
Keith’s Eltern sind Mutter Barbara, welche als Schauspielerin arbeitete, und Vater Mark Gordon, der ebenfalls Schauspieler, aber auch Bühnenregisseur beim Theater war. Keith wurde in einer atheistisch-jüdischen Familie großgezogen und mit 12 Jahren, nachdem er James Earl Jones in einer Broadwayinszenierung von Von Mäusen und Menschen (Of Mice and Men) gesehen hatte, dazu inspiriert Schauspieler zu werden. Er debütierte in einer Folge der Fernsehserie Medical Center aus dem Jahr 1975. Seine erste Filmrolle hatte er als Gruppenclown Doug in Der weiße Hai 2 (Jaws 2). In seinem nächsten Film, Hinter dem Rampenlicht (All That Jazz) von Bob Fosse, machte er eine ausgezeichnete Wandlung als Darsteller des jungen Joe Gideon. Im Thriller Dressed to Kill (1980) von Brian De Palma spielte er an der Seite von Michael Caine, Angie Dickinson und Nancy Allen eine der größeren Rollen. Im Horrorfilm Christine (1983) von John Carpenter übernahm er die Hauptrolle von Arnie Cunningham, dem Besitzer des mordenden Autos.
Gordon verließ weitestgehend die Schauspielerei, um selbst Filme zu machen; sein Regiedebüt war das Filmdrama The Chocolate War aus dem Jahre 1988, für welches er auch das Drehbuch schrieb und dafür im Jahr 1989 für den Independent Spirit Award nominiert wurde. Für das Drehbuch des Kriegsdramas Spezialeinheit IQ (1992) wurde er 1993 erneut für den Independent Spirit Award nominiert. Die Komödie The Singing Detective (2003) drehte er mit Robert Downey Jr., Robin Wright Penn und Mel Gibson; für diese Regiearbeit wurde er 2003 für einen Preis auf dem Festival Internacional de Cinema de Catalunya nominiert.
Gordon ist seit dem Jahr 1998 mit der Schauspielerin Rachel Griffin verheiratet.

## Filmografie (Auswahl)

### Darsteller
- 1975: Medical Center (Fernsehserie)
- 1978: Der weiße Hai 2 (Jaws 2)
- 1979: Meeting Halfway (TV-Kurzfilm)
- 1979: Studs Lonigan (Fernsehserie)
- 1979: Hinter dem Rampenlicht (All That Jazz)
- 1980: Home Movies – Wie du mir, so ich dir (Home Movies)
- 1980: Dressed to Kill
- 1981: Tod auf dem Campus (Kent State, TV-Film)
- 1982: My Palikari / Silent Rebellion (TV-Film)
- 1983: Christine (John Carpenter’s Christine)
- 1984: Single sucht Single (Single Bars, Single Women, TV-Film)
- 1985: Zeit der Vergeltung (The Legend of Billie Jean)
- 1986: Charlie Barnett's Terms of Enrollment (Kurzfilm)
- 1986: Mach’s noch mal, Dad (Back to School)
- 1986: Static
- 1986: Combat Academy (Combat High, TV-Film)
- 1989: Miami Vice (Fernsehserie)
- 1990: Fernsehfieber (WIOU, Fernsehserie)
- 1993: Brooklyn Bridge (Fernsehserie)
- 1994: Hoggs’ Heaven (TV-Kurzfilm)
- 1994: I Love Trouble – Nichts als Ärger (I Love Trouble)
- 2001: Milo – Die Erde muss warten (Delivering Milo)
- 2009: Dexter (Fernsehserie, Folge Hallo, Dexter Morgan)

### Regie
- 1988: The Chocolate War
- 1992: Spezialeinheit IQ (A Midnight Clear)
- 1993: Wild Palms (Fernsehserie, Folge Hours 3 and 5)
- 1994: Homicide (Homicide: Life on the Street, Fernsehserie, Folge Vorgeführt/Glaubenskrise)
- 1995: Perfect Crimes (Fallen Angels, Fernsehserie, Folge Das tödliche Geschäft)
- 1996: Schatten der Schuld (Mother Night)
- 2000: Waking the Dead
- 2001: Gideon's Crossing (Fernsehserie)
- 2002: Shadow Realm (TV-Film, Folge Patterns)
- 2001/2002: Night Visions (Fernsehserie)
- 2003: The Singing Detective
- 2005: Dr. House (House M.D., Fernsehserie, Folge Schlechter Boden)
- 2006–2013: Dexter (Fernsehserie, zehn Folgen)
- 2014: The Strain (Fernsehserie, Folge Emma Lebt)
- 2013–2017: Homeland (Fernsehserie, fünf Folgen)
- 2014–2017: The Leftovers (Fernsehserie, drei Folgen)
- 2017: Better Call Saul (Fernsehserie, Folge Werbefuzzi)
- 2018: Legion (Fernsehserie, Folge Kapitel 19)
- 2020: Dispatches from Elsewhere (Fernsehserie, Folge Die Erfinderin)

### Produzent
- 1996: Schatten der Schuld (Mother Night)
- 2000: Waking the Dead

### Drehbuchautor
- 1986: Static
- 1988: The Chocolate War
- 1992: Spezialeinheit IQ (A Midnight Clear)